# 傅正义 (材料学家)
傅正义（1963年1月—），湖北随州人，材料学家，武汉理工大学教授，中国工程院院士，研究方向为生物过程启示的合成与制备新技术、 多功能复合材料新结构与新体系探索等。在“863”计划等多个中国国家重点项目中担任专家组成员，获得中国国家技术发明二等奖等奖项，中国教育部第三批“长江学者”特聘教授，享受国务院政府特殊津贴。

## 生平
1984至1994年，先后获得华南理工大学无机非金属材料学士、硕士学位，武汉理工大学材料学博士学位；
1990至1991年，在加州大学戴维斯分校进行博士学习；
1987年至今，在武汉理工大学任教，期间先后担任教授、复合新技术国家重点实验室副主任、新材料研究所所长等职。
2021年当选中国工程院化工、冶金与材料工程学部院士。

## 头衔
- 俄罗斯工程院外籍院士
- 世界陶瓷科学院院士
- 美国陶瓷学会会士
- 欧洲陶瓷学会荣誉会士